# Хани Муса
Хани Муса (рођен 19. јуна 1966) је египатски кошаркаш. Такмичио је се у мушком турниру на Летњим олимпијским играма 1988.